# Salix alpina
Salix alpina är en videväxtart som beskrevs av Giovanni Antonio Scopoli. Salix alpina ingår i släktet viden, och familjen videväxter. Inga underarter finns listade i Catalogue of Life.

## Bildgalleri

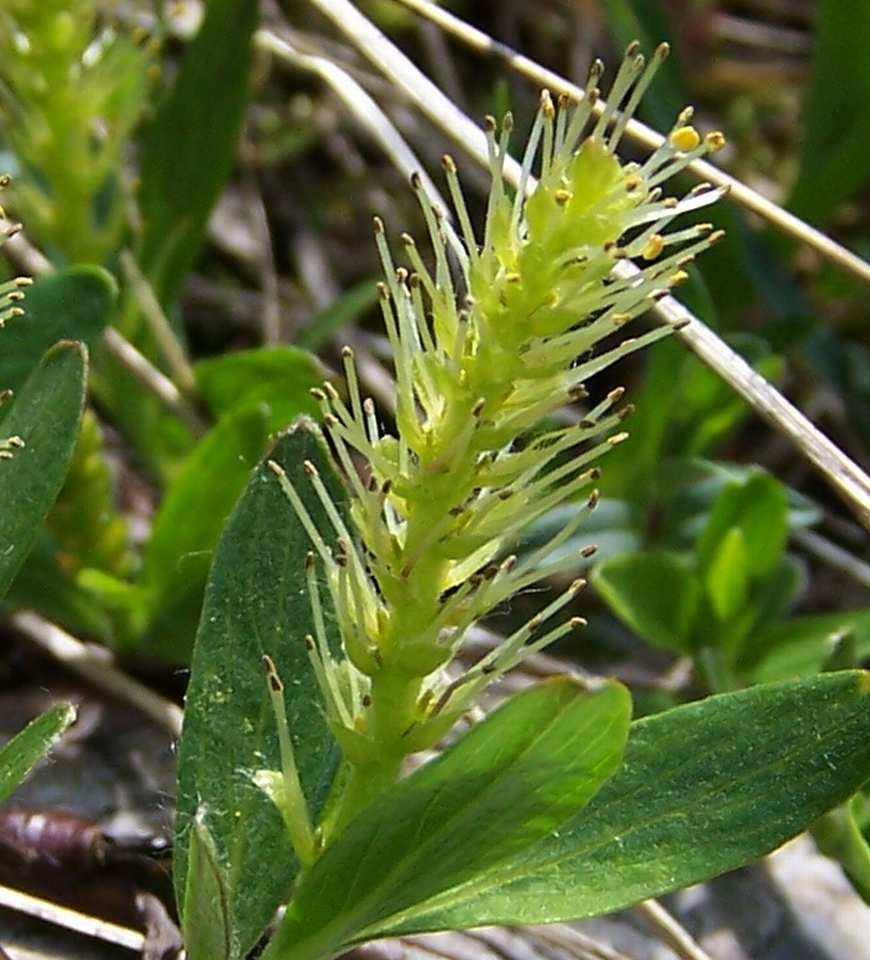
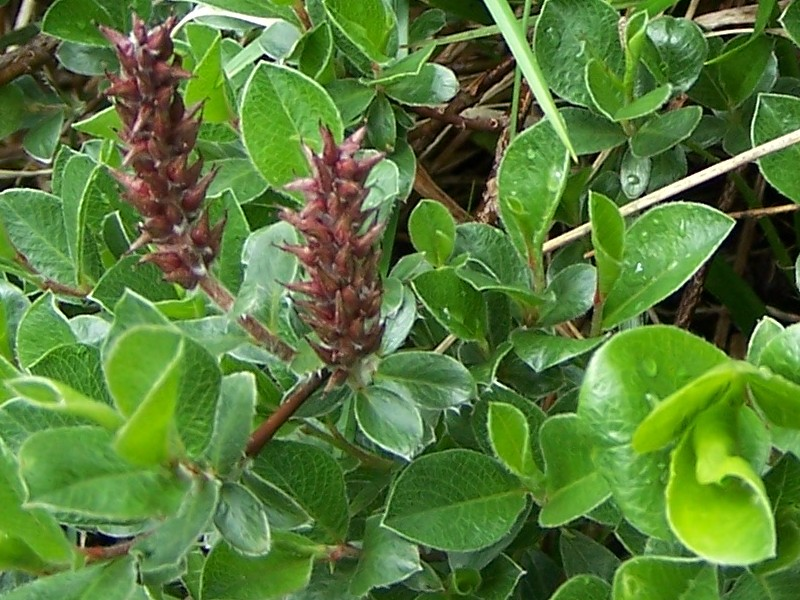
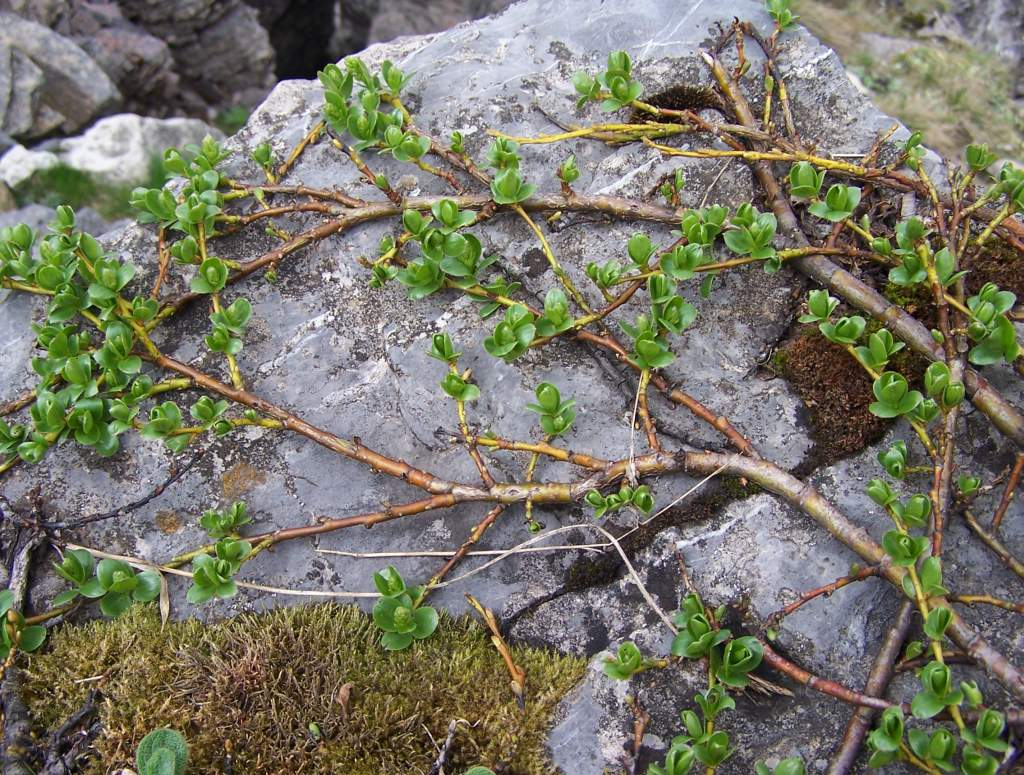
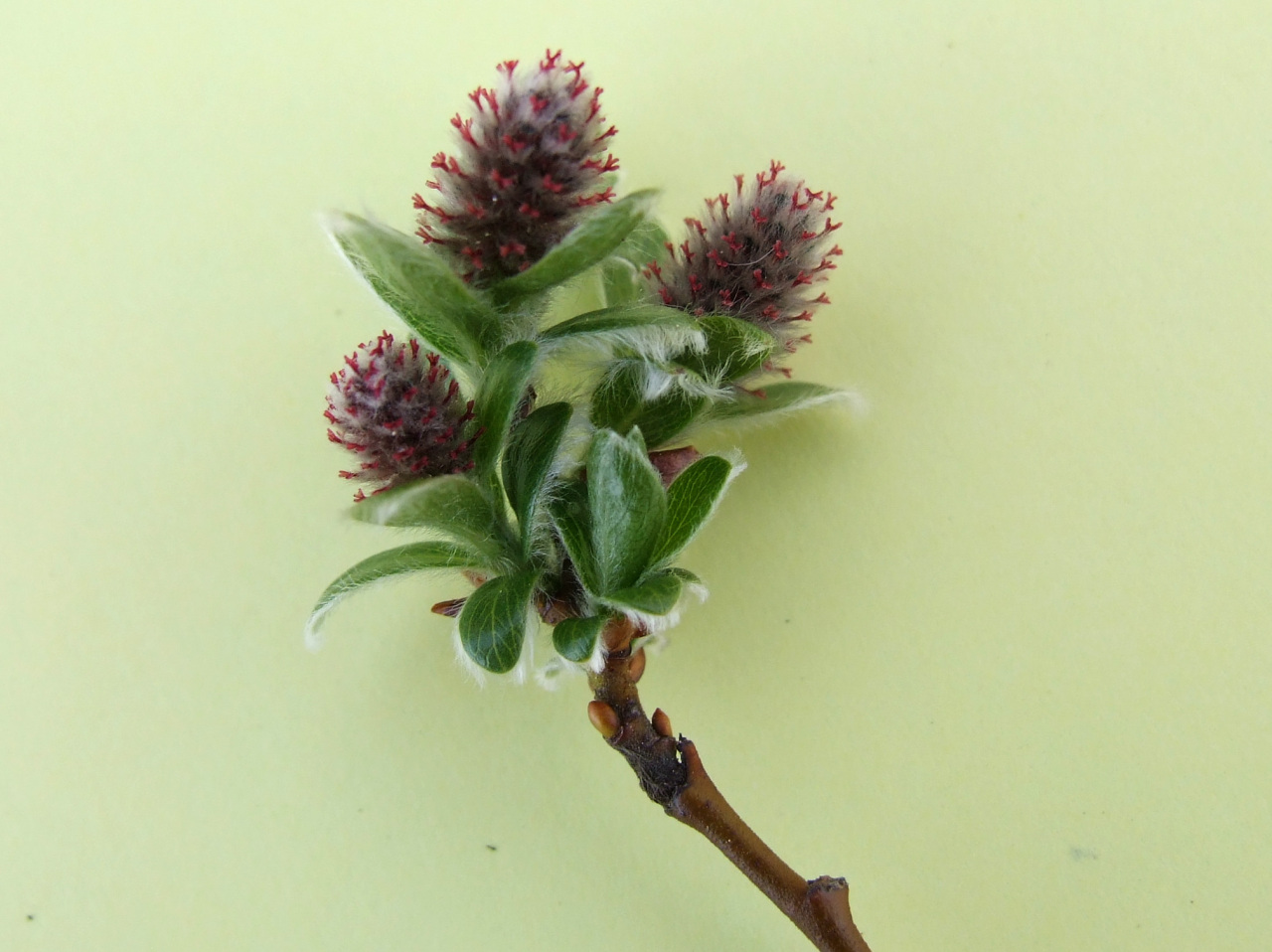